# Nalle Puh och jakten på Christoffer Robin
Nalle Puh och jakten på Christoffer Robin (engelska: Pooh's Grand Adventure: The Search for Christopher Robin) är en amerikansk tecknad film från 1997, producerad av Walt Disney Pictures. Den släpptes direkt till video i USA den 5 augusti 1997.

## Handling
Det är den sista dagen på sommarlovet. Christoffer Robin ska börja i skolan, men kan inte förmå sig till att säga det till Puh, som tror att de alltid kommer att vara tillsammans, och skriver istället ett brev till honom, som han fäster vid en honungsburk. När de skiljs åt för kvällen säger Christoffer Robin följande till Puh: "Du är modigare än du tror, starkare än du vet, och smartare än du förstår". Nästa morgon hittar Puh honungsburken och brevet, men han spiller honung på brevet och kan därför inte läsa det. När varken Nasse, Tiger, Kanin eller I-or kan läsa det går de till Uggla, som lyckas missförstå brevet så till den milda grad att han säger till vännerna att Christoffer Robin är vilse i Dödskallens land, tillfångatagen av den otäcka "Skallesaurusen". Uggla ger gruppen en karta och skickar ut dem på en räddningsexpedition med en varning för Skallesaurusen.
På vägen inser gruppen sakta hur hjälplösa de är utan Christoffer Robin. Nasse, Tiger och Kanin börjar betvivla att de har modet, styrkan respektive intelligensen att klara av expeditionen: Nasse blir handlingsförlamad av skräck när fjärilar bär bort honom på en vacker äng, Tiger faller ner i en ravin, klarar inte av att studsa därifrån och drar med sig sina vänner i fallet, och den självutnämnde ledaren Kanin förlitar sig i alltför hög grad på kartan och leder gruppen vilse i dimma medan han erkänner att han inte har en aning om vart de är på väg. Puh försöker att trösta var och en av dem med rådet han fick av Christoffer Robin, men han kan inte minnas den exakta frasen; dessutom hör gruppen Skallesaurusens morrande med jämna mellanrum. Till sist söker gruppen skydd för natten i en grotta och Puh går ut medan de andra sover och beklagar sig för stjärnhimlen att han inte kan hitta Christoffer Robin.
På morgonen märker gruppen att de har sovit i Dödskallegrottan, där Christoffer Robin ska sitta fången. Vännerna delar upp sig för att söka upp Christoffer Robin på egen hand. Puh fastnar i en smal springa, och de andra springer runt innan de hittar "Skallens öga" där Christoffer Robin befinner sig. När de hör Puhs halvkvävda rop (hans ansikte är hopklämt och han kan inte prata riktigt) tror de att Skallesaurusen har tagit Puh. Nasse, Tiger och Kanin visar upp sitt mod, sin styrka respektive sin intelligens för att nå fram till ögat: Kanin kommer på hur de ska komma upp, Tiger studsar upp Nasse och sig själv till en kant och Nasse konfronterar sin höjdskräck för att kasta ner en slingerväxt till de andra. När Puh ser sina vänners framsteg lyckas han befria sig själv från springan, men glider ner i en djup grop som han inte kan komma upp ur. Fast han först är ledsen för att han aldrig kommer att få se Christoffer Robin igen kommer han snart på att Christoffer Robin finns i hans hjärta, vilket dämpar hans sorg.
Samtidigt upptäcker de andra, när de har kommit upp till ögat, att Christoffer Robin har letat upp dem. Han förklarar att han har varit i skolan och att Skallesaurusen bara är Puhs kurrande mage. Christoffer Robin räddar Puh ur gropen och när de går ut ur Dödskallegrottan ser de att varken den eller någon av de andra platserna var så stora eller skrämmande som de verkade när gruppen var ensamma och rädda. De går hem igen och Christoffer Robin säger att han måste gå tillbaka till skolan igen nästa dag. Puh säger att han kommer att vänta på honom, och de tittar nöjt på solnedgången tillsammans.

## Rollista i urval
| Roll              | Originalröst                                  | Svensk röst        |
| ----------------- | --------------------------------------------- | ------------------ |
| Nalle Puh         | Jim Cummings                                  | Olli Markenros     |
| Tiger             | Paul Winchell (tal) / Jim Cummings (sång)     | Peter Wanngren     |
| Nasse             | John Fiedler (tal) / Steven Schatzberg (sång) | Jörgen Lantz       |
| Kanin             | Ken Sansom                                    | Charlie Elvegård   |
| I-or              | Peter Cullen                                  | John Harryson      |
| Uggla             | Andre Stojka                                  | Roger Storm        |
| Christoffer Robin | Brady Bluhm (tal) / Frankie J. Galasso (sång) | Alexander Lundberg |
| Berättare         | David Warner                                  | Ingemar Carlehed   |

Det här var den sista gången som Olli Markenros, Peter Wanngren, Jörgen Lantz och John Harryson fick dubba Nalle Puh-figurerna på svenska.

## Sånger
- För alltid för evigt (Forever and ever) - Sjungs av Christoffer Robin och Nalle Puh
- Äventyr ska man ha (Adventure is a wonderful thing) -Sjungs av Uggla
- Om det står så (If it says so) - Sjungs av Kanin
- Där högt i det blå (Wherever you are) - Sjungs av Nalle Puh
- Inget kan bli fel (Everything is right) - Sjungs av alla
- Där högt i det blå Repris (Avslutnings titel) (Wherever you are Reprise (Ending Title)) (Sång av: Barry Coffing och Vonda Shepard) (Ingen svensk dubbning gjordes för eftertextversionen.)

## Övrigt
Kängu, Ru och Sorken är frånvarande i den här Nalle Puh-filmen.